# Annals of Mathematics
Annals of Mathematics (ISSN 0003-486X), abreviado como Ann. Math., e denominado com frequência simplesmente como Annals, é um periódico científico especializado em matemática, bimestral,  publicado pela Universidade de Princeton e pelo Instituto de Estudos Avançados de Princeton. Foi fundado em 1884 e desde 1998 dispõe de uma versão eletrônica.
O Ann. Math está atualmente classificado em 20º no categoria Física e Matemática (geral) de acordo com o Google Scholar. O seu CiteScore é de 10,2, e o SCImago Journal Rank é de 8,010, ambos de 2020.

## Conselho editorial
O periódico possui o seguinte conselho editorial:
- Assaf Naor, Universidade de Princeton
- Fernando Codá Marques, Universidade de Princeton
- Nicholas Katz, Universidade de Princeton
- Peter Sarnak, Instituto de Estudos Avançados de Princeton
- Sergiu Klainerman, Universidade de Princeton
- Zoltán Szabó, Universidade de Princeton